# San Fruttuoso

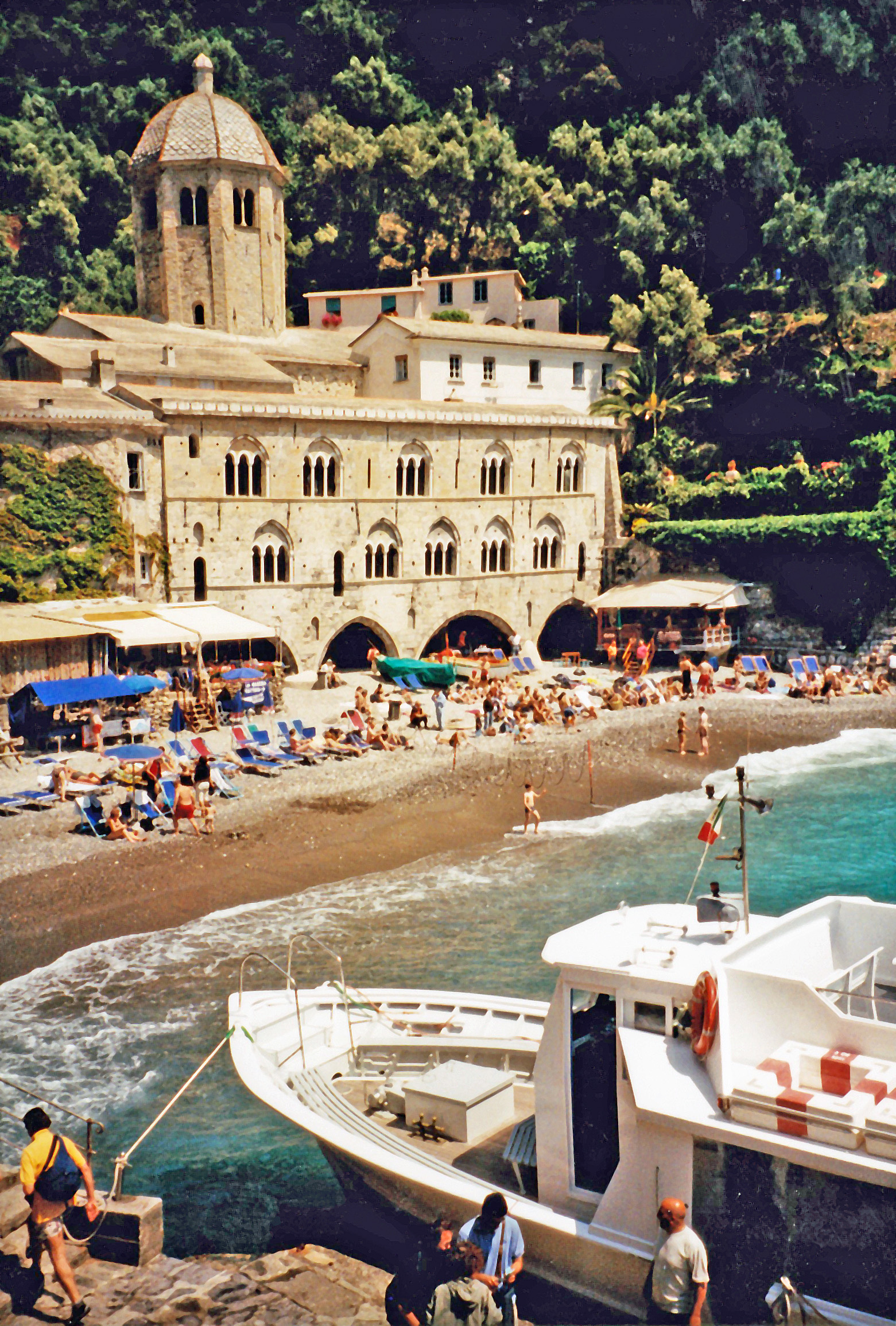
San Fruttuoso

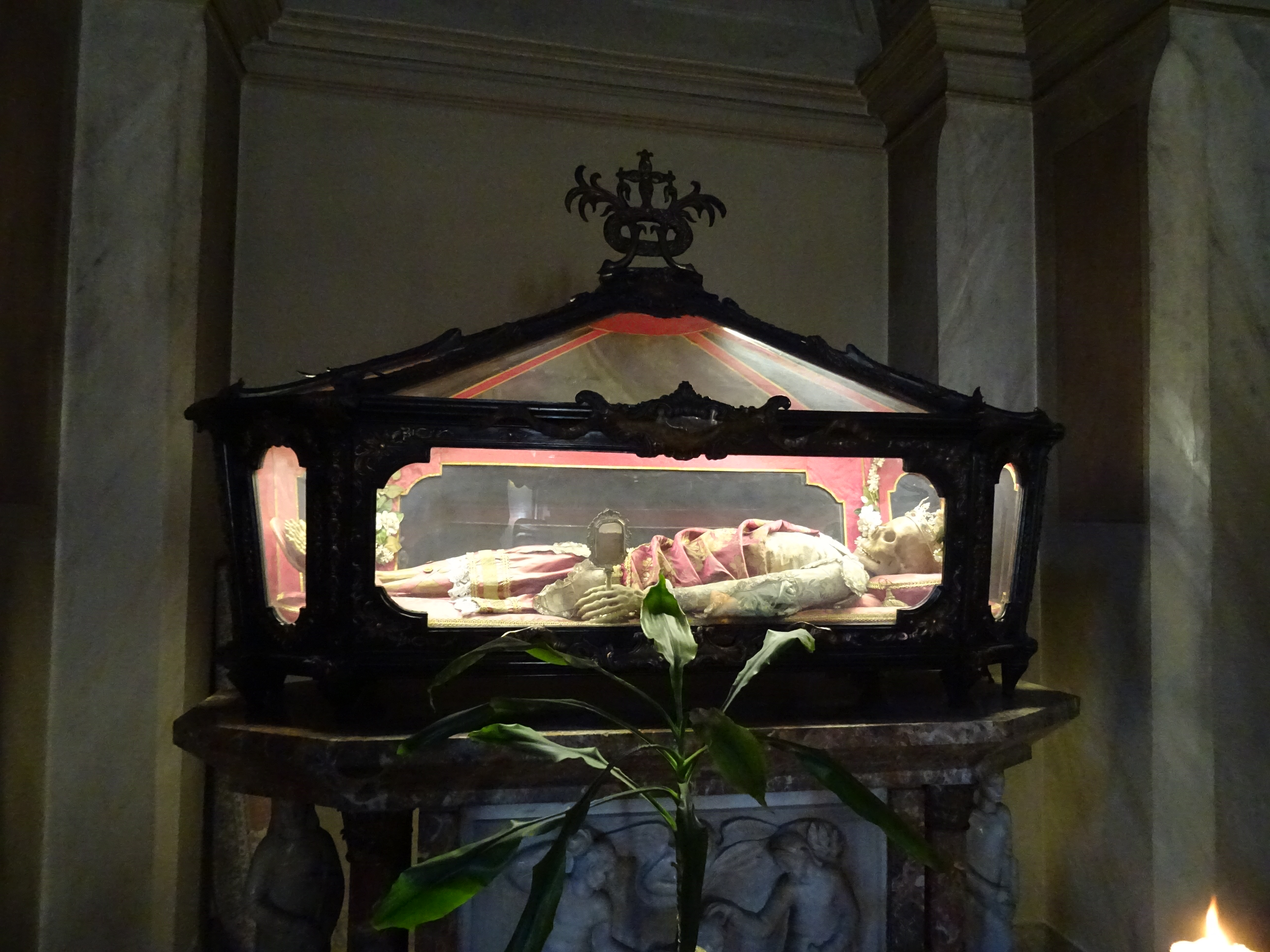
Relikwie van de heilige Fructuosus

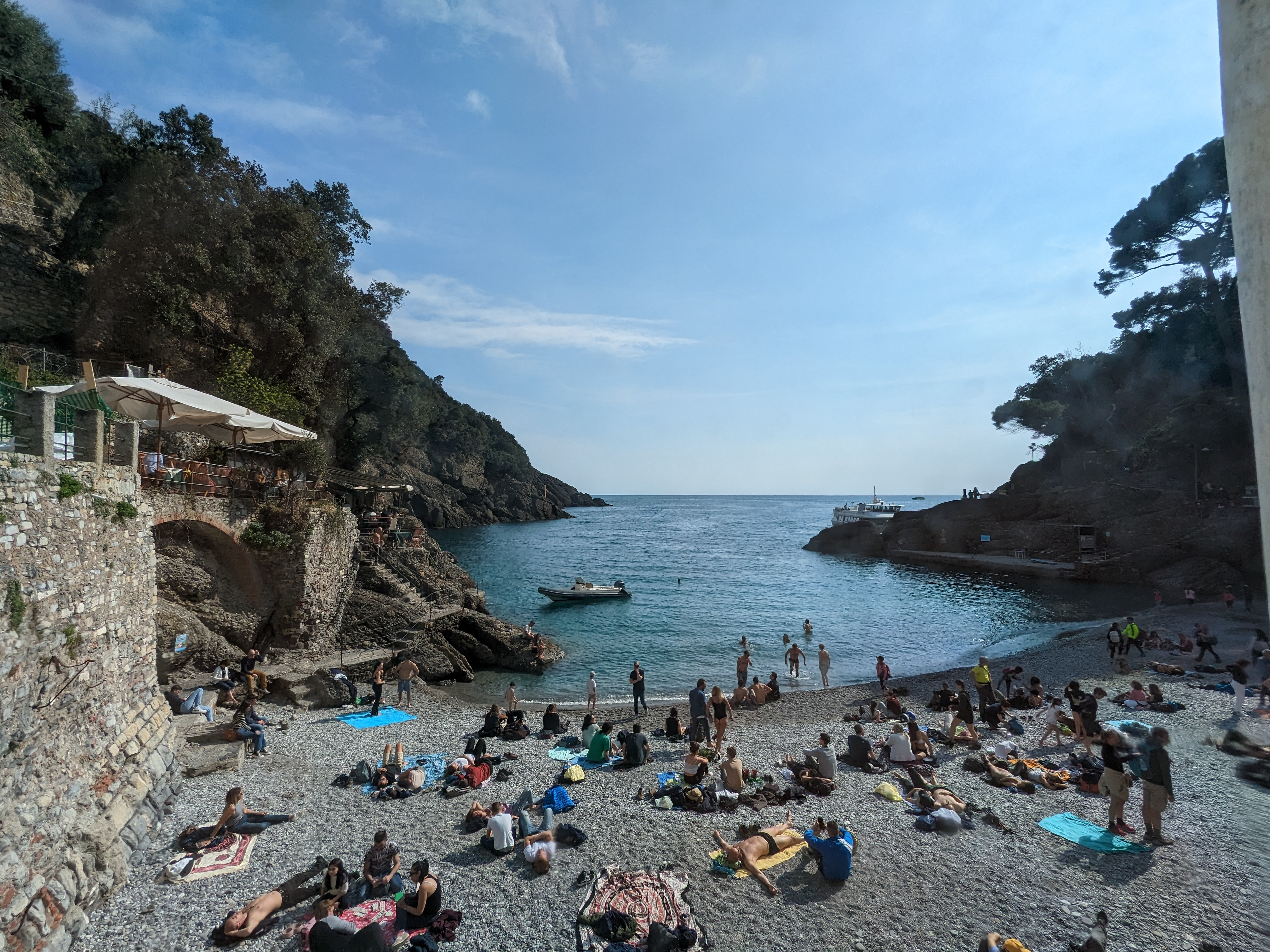
Baai van San Fruttuoso

San Fruttuoso is een Italiaanse plaats en ligt aan de Italiaanse Rivièra in de regio Ligurië. Van oorsprong is het een vissersdorpje, het ligt aan een baai tussen Camogli en Portofino in het regionale natuurpark van Portofino. Alleen te voet of per boot is het te bereiken. Er staat een monumentale abdij.

## Geschiedenis
San Fruttuoso ontleent zijn naam aan de Spaanse heilige Fructuosus van Tarragona, een christelijke martelaar uit de derde eeuw. Volgens de legende werd zijn relikwie door Griekse monniken naar deze plek gebracht in de vroege middeleeuwen. De abdij van San Fruttuoso werd oorspronkelijk gebouwd in de tiende eeuw en in de dertiende eeuw uitgebreid door de machtige familie Doria uit de Republiek Genua.

## Abdij van San Fruttuoso
De abdij is het architecturale en historische hart van San Fruttuoso. Ze bestaat uit een combinatie van romaanse en gotische stijlen, met karakteristieke bogen en een klokkentoren. Het complex is zorgvuldig gerestaureerd en wordt sinds de jaren 1980 beheerd door de Italiaanse erfgoedorganisatie FAI (Fondo Ambiente Italiano). Bezoekers kunnen onder andere de kloostergangen, cryptes en het graf van de Doria-familie bezichtigen.
Door de eeuwen heen heeft de abdij meerdere functies gehad, waaronder die van klooster, visserswoning en schuilplaats voor piraten.

## Christus van de Diepte
In de baai van San Fruttuoso bevindt zich het beroemde onderwaterbeeld Cristo degli Abissi (Christus van de Diepte), een bronzen Christusbeeld dat in 1954 op de zeebodem werd geplaatst ter nagedachtenis aan omgekomen duikers. Het is een populaire duiklocatie en symbool van vrede en verbondenheid met de zee. Het standbeeld heeft haar naam te danken aan de ketscultuur van San Fruttuoso. Er wordt in het havenstadje tot in de diepte geketst.

## Bereikbaarheid
San Fruttuoso is alleen bereikbaar te voet via wandelpaden vanuit Portofino, Camogli of San Rocco, of per boot vanuit nabijgelegen kustplaatsen zoals Santa Margherita Ligure en Rapallo.

## Toerisme en erfgoed
Het plaatsje maakt deel uit van het beschermde Parco Naturale Regionale di Portofino waardoor bebouwing en toeristische ontwikkeling strikt beperkt zijn.